# کودرون جی.۶
کودرون جی. ۶ (به انگلیسی: Caudron_G.6) یک هواگرد ملخ‌پیشین تک‌موتوره از نوع شناسایی ساخت شرکت Caudron است. هواگرد کودرون جی. ۶ نخستین پروازش را در ۱۹۱۶ میلادی انجام داد. در مجموع، تعداد ۵۱۲ فروند از این هواگرد ساخته شده‌است.
طراح این هواگرد، Paul Deville بود.